# Mine d'étain de San Rafael
La Mine d'étain de San Rafael est un site d'exploitation minière d'étain située dans la région de Puno, au Pérou. C'est le troisième plus grand producteur mondial d'étain, avec l'équivalent de 12 % de la production mondiale d'étain.
La capacité de l'usine de concentrés d'étain liés à la mine a connu une expansion de 2 700 à 2 900 tonnes/jour durant l'année 2014. La société Sandvik y a installé un concasseur Sandvik Hydrocone CH440 .